# Punk'd
Punk'd è un programma televisivo statunitense famoso per gli scherzi più disparati ideati ai danni di celebrità americane, diffuso in Italia da MTV. È una trasmissione condotta e ideata da Ashton Kutcher.
Sulle orme di Scherzi a parte, nato all'incirca 10 anni prima, Punk'd ha come scopo di base quello di presentare sketch sotto forma di candid camera realizzati ai danni di noti personaggi del mondo dello spettacolo (questa l'unica differenza dalla sua versione italiana che invece mira a colpire soltanto celebrità); tra le sue vittime annovera artisti quali Lindsay Lohan, Eva Longoria, Jennifer Love Hewitt, Halle Berry, Matthew Perry, Nicollette Sheridan, Zac Efron (per il mondo del cinema); Travis Barker, Beyoncé, Ne-Yo, Rihanna, Avril Lavigne, Vanessa Carlton, Pink (cantante), Tommy Lee (per il mondo della musica); John Cena, Magic Johnson. e Triple H (per lo sport); assenti personaggi del mondo politico. Prima di essere famosi, alcuni attori come Jill Wagner, Dax Shepard, Masi Oka, B.J. Novak, Caitlyn Taylor Love e Carlos McCullers sono stati complici degli scherzi.
A partire dalla seconda stagione, sono stati realizzati degli scherzi durante eventi mondani mentre le celebrità erano impegnate a rilasciare interviste sul tappeto rosso. Il membro di Punk'd si fingeva intervistatore e rivolgevano domande imbarazzanti, mettendo a disagio il VIP di turno. L'idea è stata in parte copiata dalla The Howard Stern Show, che già nei primi anni ottanta realizzava questo tipo di scherzi.
Molti personaggi noti si sono rifiutati di mandare in onda il proprio scherzo, non firmando la liberatoria, tra questi Michael Vartan, Alexander Rodriguez, The Black Eyed Peas, Al Shearer, Juliette Lewis e Pamela Anderson.
Nel 2007  i registi  Jason Friedberg e Aaron Seltzer hanno fatto una parodia su questo programma nel loro film Epic Movie.
Alcuni scherzi vennero ripresi sia in Italia che negli USA da entrambi i programmi, come lo scherzo della tigre fatto a Leo Gullotta in Italia e a Bow Wow negli USA, o quello del gabinetto intasato fatto rispettivamente a Salma Hayek e a Barbara D'Urso.

## Vittime degli scherzi
Di seguito gli episodi (numerati) dello show e relative vittime illustri:
1. Frankie Muniz, Justin Timberlake, Tappeto rosso
2. Eliza Dushku, Mandy Moore
3. Jessica Alba, Wilmer Valderrama
4. Tappeto rosso, Kelly Osbourne
5. Kevin Richardson, Trishelle Cannatella, Seth Green
6. Jessica Biel, Nick Lachey
7. Jack Osbourne, Wee Man, Pink (cantante), Stephen Dorff
8. Rosario Dawson, Britney Spears
9. Missy Elliott, Hilary Duff, Usher
10. Nick Carter, Tommy Lee, Bow Wow
11. Mya, Katie Holmes, Tracy Morgan
12. Lara Flynn Boyle, Ashanti, Omarion
13. Taye Diggs, Rachael Leigh Cook, Halle Berry
14. Travis Barker, Jaime Pressly, Interviste sul tappeto rosso
15. Dave Mirra, OutKast, Amber Tamblyn
16. Lindsay Lohan, Beyoncé, Goldberg
17. Eve, Matthew Perry, Adam Brody
18. Vivica A. Fox e Tisha Campbell, Chris Klein, Jeremy Sisto
19. Julia Stiles, The Rock, Kaley Cuoco
20. Jennifer Love Hewitt, Evan Rachel Wood, Warren Sapp
21. Ashton Kutcher, Tara Reid
22. Mike Shinoda, Brandy, Mekhi Phifer
23. Jena Malone, Shannon Elizabeth, Carmelo Anthony
24. Tyra Banks, Kanye West, Benji e Joel Madden
25. Salma Hayek, Eva Longoria, Mario
26. Jesse Metcalfe, Kirsten Dunst, Michelle Rodriguez
27. Zoe Saldana, Serena Williams, Zach Braff
28. Jadakiss, Rachel Bilson, Dirk Nowitzki
29. Marques Houston, Andy Roddick, Jamie-Lynn DiScala
30. Chingy, Jon Heder, Joss Stone
31. Ciara, Vanessa Carlton, Nicole Richie
32. Bizarre, Ashlee Simpson, Steve Austin
33. The Game, Simon Cowell, Raven
34. Allen Iverson, Jermaine O'Neal, George Lopez, Tyrese
35. Tony Hawk, Jesse McCartney, Brittany Snow
36. Thora Birch, T.I., Sofía Vergara
37. Benjamin McKenzie, Jason Bateman, Akon
38. Adrien Brody, Mila Kunis, Lisa Leslie
39. Ja Rule, Ryan Cabrera, Laura Prepon
40. Shaquille O'Neal, Avril Lavigne, Triple H
41. Bernie Mac, Ying Yang Twins, Mischa Barton
42. Daddy Yankee, Kelly Monaco, Sophia Bush
43. David Boreanaz, Kristin Cavalleri, Terrell Owens
44. Kristen Bell, Bam Margera, Amber Valletta
45. Neve Campbell, Mike Jones, Danny Masterson
46. Ellen Pompeo, Shaun White, Venus Williams
47. Justin Long, Macy Gray, DJ Qualls
48. Sean Paul, Pete Wentz, Baby Blue
49. Rob Thomas, Ashley Parker Angel, Kate Beckinsale
50. Doug Robb, Ne-Yo, Stephen Colletti
51. DJ Paul, Stacy Keibler, Elisha Cuthbert
52. Chris Brown, Sonny Sandoval, E-40
53. Matt Leinart, Elijah Wood, Olivia Wilde
54. Michelle Trachtenberg, Nicollette Sheridan, Travis Pastrana
55. Emma Roberts, Sugar Ray Leonard, Hannah Teter
56. Rihanna, Hugh Jackman, Eric Dill
57. Bucky Lasek, Nelly Furtado, Hayden Panettiere
58. Hilary Swank, Ashley Tisdale, Chamillionaire
59. Evangeline Lilly, Chuck Liddell, Zac Efron
60. Freddy Rodríguez, Molly Sims, Magic Johnson
61. Meagan Good, Jewel, Frankie J
62. JoJo, Kelly Rowland, Jason Ritter
63. Pitbull, Kelis, Too $hort
64. Alyson Michalka, John Cena, Kerr Smith